# Heinrich von Aretin
Heinrich Maria Freiherr von Aretin (* 1. Mai 1875 in Haidenburg; † 15. Oktober 1943 ebenda) war bayerischer Gutsbesitzer und Mitglied des Deutschen Reichstags.

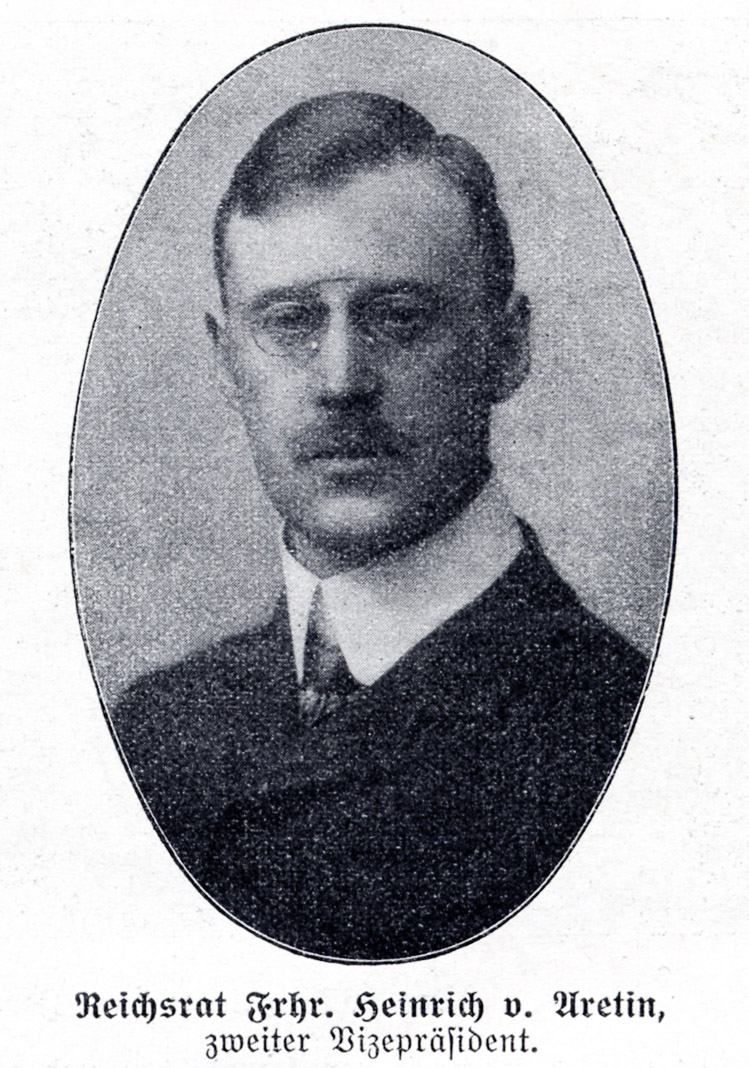
Heinrich von Aretin (um 1909)

## Leben
Heinrich von Aretin entstammte der Familie Aretin und war der Sohn des Gutsbesitzers und Reichstagsabgeordneten Ludwig von Aretin. Er erhielt zunächst Privatunterricht und besuchte dann von 1887 bis zum Abitur 1893 das Königliche Wilhelmsgymnasium München. Zugleich war er von 1888 bis 1893 Zögling der Königlich bayerischen Pagerie. Er studierte an den Universitäten Freiburg in der Schweiz 1893/94, in München von 1894 bis 1897 und an der Forstakademie Tharandt (Sachsen) 1897/98. 1901 promovierte er in Heidelberg. Danach war er Rechtspraktikant in Vilshofen, Traunstein und München von 1898 bis 1901 und bewirtschaftete seitdem die väterlichen Güter (Landwirtschaft, Forstwirtschaft und Brauereibetrieb). 1894/95 diente er als Einjährig-Freiwilliger im Königlich Bayerischen 1. Schweren Reiter-Regiment und war später Rittmeister der Reserve des Regiments. Seit 1907 war er Erster Vorstand des Niederbayerischen christlichen Bauernvereins und von 1906 bis 1909 Leiter der Niederbayerischen Ein- und Verkaufsgenossenschaft in Landshut. Zwischen 1909 und 1918 war er erblicher Reichsrat der Krone Bayerns.
Von 1913 bis 1918 war er Mitglied des Deutschen Reichstags für den Wahlkreis Niederbayern 1 (Landshut, Dingolfing, Vilsbiburg) und die Deutsche Zentrumspartei.